# Garret Dillahunt
Garret Lee Dillahunt (Castro Valley, 24 novembre 1964) è un attore statunitense.

## Biografia
Nato in California, ma cresciuto nello stato di Washington, inizialmente ha studiato Giornalismo all'Università di Washington per poi concentrarsi sulla recitazione, frequentato dei corsi alla New York University. Dopo aver lavorato in teatro, inizia a lavorare in televisione, ottenendo piccole partecipazioni a serie televisive come X-Files e NYPD - New York Police Department. Nel 2001 recita nel film The Believer.
Dillahunt è noto per aver interpretato due personaggi completamente diversi nella serie della HBO Deadwood, Jack McCall nel 2004 e Francis Wolcott nel 2005, in seguito ha interpretato il ruolo di Gesù Cristo nella serie The Book of Daniel e ha partecipato a 11 episodi di 4400. Ha interpretato la parte di Steve Curtis, delinquente ex-marito dell'infermiera Samantha Taggart, in E.R. - Medici in prima linea.
Dopo aver partecipato alle serie John from Cincinnati e Criminal Minds, ottiene due ruoli per il grande schermo in due film importanti, L'assassinio di Jesse James per mano del codardo Robert Ford e Non è un paese per vecchi. Partecipa alla serie televisiva Terminator: The Sarah Connor Chronicles nel ruolo di Cromartie.
Nel 2008 recita in Pretty Bird, esordio alla regia dell'attore Paul Schneider, mentre nel 2009 lavora in L'ultima casa a sinistra, remake dell'omonimo film horror, e in The Road di John Hillcoat. Dal 2010 al 2014 è tra i protagonisti della serie televisiva Aiutami Hope!, dove interpreta la parte di Burt Chance. Dal 2018 al 2021 fa parte del cast principale della serie horror Fear the Walking Dead, nel ruolo del sopravvissuto John Dorie.

## Vita privata
È sposato con l'attrice Michelle Hurd conosciuta durante la lavorazione della serie televisiva Leap Years.

## Filmografia

### Cinema
- Last Call, regia di Christine Lucas (1999)
- The Believer, regia di Henry Bean (2001)
- L'assassinio di Jesse James per mano del codardo Robert Ford (The Assassination of Jesse James by the Coward Robert Ford), regia di Andrew Dominik (2007)
- Non è un paese per vecchi (No Country for Old Men), regia di Joel ed Ethan Coen (2007)
- Pretty Bird, regia di Paul Schneider (2008)
- L'ultima casa a sinistra (The Last House on the Left), regia di Dennis Iliadis (2009)
- The Road, regia di John Hillcoat (2009)
- Un gelido inverno (Winter's Bone), regia di Debra Granik (2010)
- Burning Bright - Senza via di scampo (Burning Bright), regia di Carlos Brooks (2010)
- Amigo, regia di John Sayles (2010)
- Oliver Sherman, regia di Ryan Redford (2010)
- Any Day Now, regia di Travis Fine (2012)
- Looper, regia di Rian Johnson (2012)
- 12 anni schiavo (12 Years a Slave), regia di Steve McQueen (2013)
- The Scribbler, regia di John Suits (2014)
- Just Before I Go, regia di Courteney Cox (2014)
- Against the Sun, regia di Brian Falk (2014)
- Thrilling Adventure Hour Live, regia di Neil Mahoney e Aaron Ginsburg (2015)
- Beast, regia di Sam McKeith e Tom McKeith (2015)
- Io ti troverò (Come and Find Me), regia di Zack Whedon (2016)
- L'autista (Wheelman), regia di Jeremy Rush (2017)
- Braven - Il coraggioso (Braven), regia di Lin Oeding (2018)
- Widows - Eredità criminale (Widows), regia di Steve McQueen (2018)
- Sergio, regia di Greg Barker (2020)
- Army of the Dead, regia di Zack Snyder (2021)
- Ambulance, regia di Michael Bay (2022)
- Blonde, regia di Andrew Dominik (2022)
- La ragazza della palude (Where the Crawdads Sing), regia di Olivia Newman (2022)
- A Million Miles Away, regia di Alejandra Márquez Abella (2023)
- The Dead Don't Hurt - I morti non soffrono (The Dead Don't Hurt), regia di Viggo Mortensen (2023)
- Red Right Hand, regia di Ian Nelms ed Eshom Nelms (2024)

### Televisione

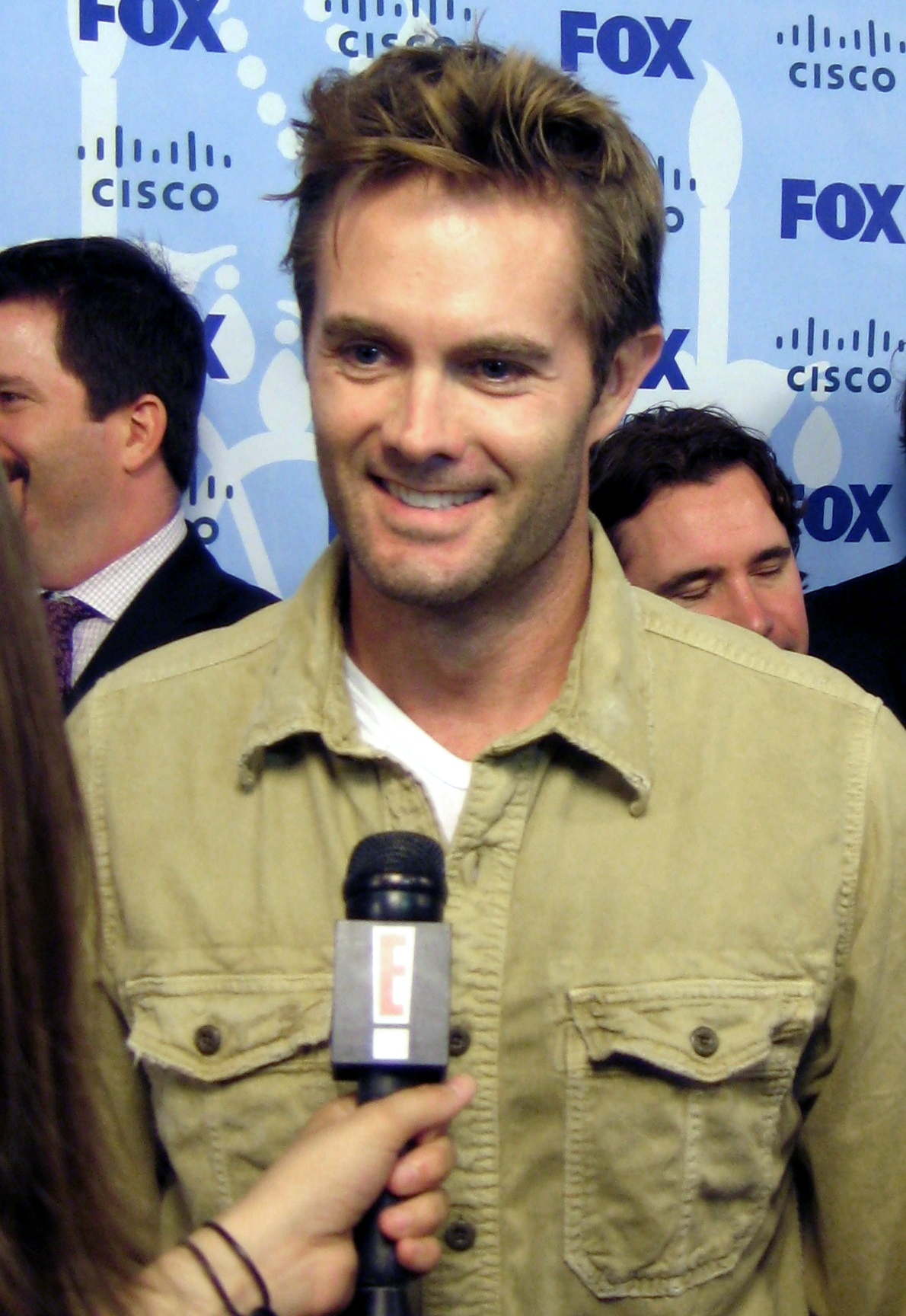
Garret Dillahunt nel 2008

- Una vita da vivere (One Life to Live) – serial TV, 7 puntate (1995-1996)
- NYPD - New York Police Department (NYPD Blue) – serie TV, episodio 4x05 (1996)
- X-Files (The X-Files) – serie TV, episodio 5x15 (1998)
- Maximum Bob – serie TV, episodi 1x01-1x04-1x05 (1998)
- Millennium – serie TV, episodio 3x04 (1998)
- Seven Days – serie TV, episodio 1x03 (1998)
- Leap Years – serie TV, 20 episodi (2001)
- Law & Order - I due volti della giustizia (Law & Order) – serie TV, episodi 13x07-16x20 (2002-2006)
- Stan Hooper (A Minute With Stan Hooper) – serie TV, 13 episodi (2003-2004)
- CSI - Scena del crimine (CSI: Crime Scene Investigation) – serie TV, episodi 3x18-10x01 (2003-2009)
- Deadwood – serie TV, 16 episodi (2004-2005)
- CSI: NY – serie TV, episodio 1x23 (2005)
- The Inside – serie TV, episodio 1x10 (2005)
- E.R. - Medici in prima linea (ER) – serie TV, 5 episodi (2005-2006)
- 4400 (The 4400) – serie TV, 11 episodi (2005-2006)
- The Book of Daniel – serie TV, 8 episodi (2006)
- Numb3rs – serie TV, episodio 3x03 (2006)
- John from Cincinnati – serie TV, 8 episodi (2007)
- Damages – serie TV, 4 episodi (2007)
- Life – serie TV, episodi 1x05-2x12-2x21 (2007-2009)
- Terminator: The Sarah Connor Chronicles – serie TV, 17 episodi (2008-2009)
- Criminal Minds – serie TV, episodio 4x25 - 4x26 (2009)
- Law & Order - Unità vittime speciali (Law & Order: Special Victims Unit) - serie TV, episodio 11x05 (2009)
- Lie to Me – serie TV, episodio 2x04 (2009)
- White Collar – serie TV, episodio 1x04 (2009)
- Provaci ancora Gary (Gary Unmarried) – serie TV, episodio 2x17 (2010)
- Burn Notice - Duro a morire (Burn Notice) – serie TV, episodi 3x16-4x10-7x11 (2010-2013)
- The Glades – serie TV, episodio 1x03 (2010)
- Aiutami Hope! (Raising Hope) – serie TV, 88 episodi (2010-2014)
- Alphas – serie TV, episodio 1x08 (2011)
- Memphis Beat – serie TV, episodio 2x07 (2011)
- TalhotBlond - Trappola virtuale (TalhotBlond), regia di Courteney Cox – film TV (2013)
- Newsreaders – serie TV, episodio 1x04 (2013)
- Elementary – serie TV, episodio 2x20 (2014)
- Hand of God – serie TV, 20 episodi (2014-2017)
- Justified – serie TV, 8 episodi (2015)
- Brooklyn Nine-Nine – serie TV, episodio 2x21 (2015)
- The Mindy Project – serie TV, 39 episodi (2015-2017)
- Blindspot – serie TV, episodio 2x18 (2017)
- The Gifted – serie TV, 9 episodi (2017-2018)
- The Guest Book – serie TV, 11 episodi (2017-2018)
- Fear the Walking Dead – serie TV, 29 episodi (2018-2021)
- Deadwood - Il film (Deadwood: The Movie), regia di Daniel Minahan – film TV (2019)
- Amiche per la morte - Dead to Me (Dead to Me) – serie TV, episodi 3x03-3x08-3x09 (2022)
- Ghosts of Beirut – serie TV, episodio 1x02 (2023)
- High Potential – serie TV (2024-in produzione)

## Doppiatori italiani
Nelle versioni in italiano delle opere in cui ha recitato, Garret Dillahunt è stato doppiato da:
- Massimo De Ambrosis in Damages, Looper, Army of the Dead, A Million Miles Away
- Simone D'Andrea in Burning Bright - Senza via di scampo, The Mindy Project, L'autista
- Gaetano Varcasia in Law & Order - I due volti della giustizia, Millennium
- Francesco Prando in Life, The Dead Don't Hurt - I morti non soffrono
- Riccardo Rossi in Ambulance, La ragazza della palude
- Gianluca Tusco ne CSI: NY, L'assassinio di Jesse James per mano del codardo Robert Ford
- Francesco Meoni in Non è un paese per vecchi, White Collar
- Christian Iansante in Lie to Me, Brooklyn Nine-Nine
- Roberto Certomà in The Gifted, Widows - Eredità criminale
- Stefano Billi in X-Files
- Francesco Bulckaen in E.R. - Medici in prima linea
- Alberto Angrisano in Law & Order - Unità vittime speciali
- Stefano Miceli in CSI - Scena del crimine (ep. 3x18)
- Luca Biagini in CSI - Scena del crimine (ep. 10x01)
- Franco Mannella in Leap Years
- Luigi Ferraro in Stan Hooper
- Loris Loddi in 4400
- Fabio Boccanera in Deadwood
- Danilo De Girolamo in Criminal Minds
- Saverio Indrio in Burn Notice - Duro a morire
- Emiliano Ragno in Pretty Bird
- Massimo Rossi in Terminator: The Sarah Connor Chronicles
- Alessandro Rossi in Terminator: The Sarah Connor Chronicles (ep. 1x03)
- Simone Mori in L'ultima casa a sinistra
- Francesco Pezzulli in The Road
- Massimiliano Manfredi in Un gelido inverno
- Carlo Scipioni in The Glades
- Vittorio Guerrieri in Aiutami Hope!
- Sandro Acerbo in Justified
- Alberto Bognanni in Any Day Now
- Giorgio Borghetti in Elementary
- Pasquale Anselmo in 12 anni schiavo
- Stefano Benassi in Hand of God
- Alessio Cigliano in Blindspot
- Sergio Lucchetti in Fear the Walking Dead
- Edoardo Nordio in Io ti troverò
- Fabrizio Pucci in Braven - Il coraggioso
- Antonino Saccone in Amiche per la morte - Dead to Me